# Lasiopezus longimanus
Lasiopezus longimanus es una especie de escarabajo longicornio del género Lasiopezus, tribu Ancylonotini, subfamilia Lamiinae. Fue descrita científicamente por Thomson en 1858.

## Descripción
Mide 18-31 milímetros de longitud.

## Distribución
Se distribuye por África.